# Federico Casarini
Pour les articles homonymes, voir Casarini.
Federico Casarini (né le 7 septembre 1989 à Carpi, dans la province de Modène en Émilie-Romagne) est un footballeur italien. Il évolue au poste de milieu terrain avec l'US Alexandrie.

## Biographie
Federico Casarini entame sa carrière professionnelle le 18 janvier 2009 lors d'un match de Serie A contre Catania 1-2 Bologna.
Lors de la saison 2008-2009, il a porté le maillot Rossoblu à cinq reprises. Fin août 2012, il est prêté avec option d'achat à Cagliari. Début septembre 2013, il est prêté à Lanciano

## Clubs
- depuis 2008 :  Bologne
  - 2012-2013 :  Cagliari (prêt)
  - depuis 2013 :  Lanciano (prêt)